# Deutsche Botschaft Mexiko-Stadt
Die Deutsche Botschaft Mexiko-Stadt ist die diplomatische Vertretung der Bundesrepublik Deutschland in den Vereinigten Mexikanischen Staaten.

## Lage und Gebäude

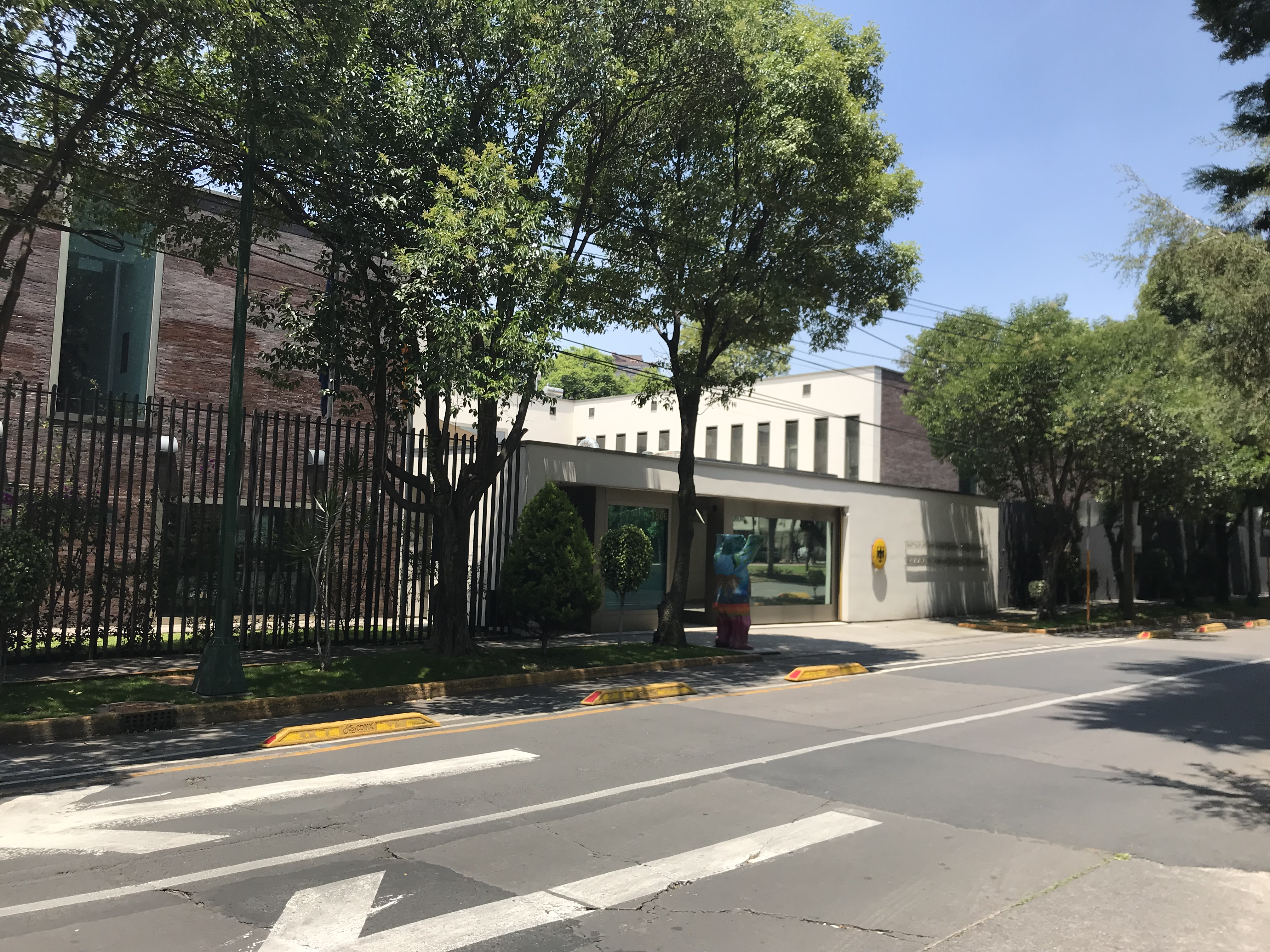
Botschaft Mexiko-Stadt, Eingangsbereich

Die Kanzlei der Botschaft hat ihren Sitz im Distrikt Polanco II Secc, der im Westen der Hauptstadt Mexiko-Stadt liegt. Die Straßenadresse lautet: Horacio No. 1506, Col. Los Morales Sección Alameda, Deleg. Miguel Hidalgo, 11530 Ciudad de México.
Nach der deutschen Wiedervereinigung stand neben dem alten Botschaftsgebäude der Bundesrepublik auch das Bürohaus der Botschaft der DDR zur Verfügung. Untersuchungen sprachen für die Entscheidung, das Gebäude auf dem Grundstück der ehemaligen DDR-Botschaft abzureißen und dort eine neue Kanzlei zu bauen. Es entstand in den Jahren 2005/2006 für Kosten von rund 10 Millionen Euro ein funktionaler Verwaltungsbau, dessen Äußeres durch drei Höfe, die direkt die Grundstücksgrenzen berühren, charakterisiert ist. Für den Bau wurde dunkelbraun-rötlicher Lavastein verwendet, mit dem auch viele historische Gebäude in der Stadt verkleidet sind.
Für die Kunst am Bau wurde die Berliner Künstlerin Renate Wolff mit einer Raummalerei, die den Titel »Große Reise« erhielt, beauftragt. In dem zweigeschossigen Foyer treten die in grüner Farbe auf weiße Wand gebrachten Baum- und Laubmotive „in […] ein eigentümlich gespanntes optisches Kontinuum aus Realraum und geistig‐assoziativem Raum […]“ (Martin Seidel: Kunst am Bau bei Deutschen Botschaften).
Die Residenz des Botschafters ist ein im sachlichen Bauhaus-Stil gehaltenes Gebäude. Geradlinig verfügt es über große Fensterfronten, die den Blick auf einen parkähnlichen gestalteten Garten freigeben. Ein Blickfang ist eine Wendeltreppe im Entrée des amtlichen Teils, die zu den privaten Wohnräumen im Obergeschoss führt.

## Auftrag und Organisation
Die Botschaft Mexiko-Stadt hat den Auftrag, die deutsch-mexikanischen Beziehungen zu pflegen, die deutschen Interessen gegenüber der Regierung von Mexiko zu vertreten und die Bundesregierung über Entwicklungen in Mexiko zu unterrichten. Der Bedeutung des Gastlands entsprechend ist die Leiterstelle nach Besoldungsgruppe B 9 der Bundesbesoldungsordnung bewertet.
Die Botschaft gliedert sich in Arbeitseinheiten für Politik, Wirtschaft, Presse, Kultur, und Wissenschaft. An der Botschaft ist auch das Regionale Deutschlandzentrum für Lateinamerika, das Informationen über Deutschland anbietet, angesiedelt.
Das Referat für Rechts- und Konsularangelegenheiten der Botschaft bietet deutschen Staatsangehörigen alle konsularischen Dienstleistungen und Hilfe in Notfällen an. Der konsularische Amtsbezirk der Botschaft umfasst ganz Mexiko. Die Visastelle erteilt Einreiseerlaubnisse für in Mexiko wohnhafte Angehörige dritter Staaten, soweit diese der Visumspflicht unterliegen. Mexikanische Staatsangehörige benötigen für Aufenthalte im Schengen-Raum kein Visum, sofern sie nicht länger als 90 Tage pro Halbjahr bleiben.
Honorarkonsuln der Bundesrepublik Deutschland sind in Cancún, Chihuahua, Guadalajara, León, Mérida, Monterrey, Oaxaca de Juárez, Puebla, Querétaro, Tijuana und Veracruz bestellt und ansässig.

## Geschichte
Die Bundesrepublik Deutschland eröffnete am 29. August 1952 ihre Botschaft in Mexiko-Stadt.
Die DDR unterhielt seit 1968 eine Handelsvertretung in Mexiko. Nach Aufnahme diplomatischer Beziehungen am 5. Juni 1973 wurde eine Botschaft eröffnet, die mit dem Beitritt der DDR zur Bundesrepublik Deutschland im Jahr 1990 geschlossen wurde.